# Otto Herschmann
Otto Herschmann, né le 4 janvier 1877 à Vienne et décédé le 14 juin 1942, était un nageur autrichien.
Le 11 avril 1896 à Athènes, il termine deuxième au 100 m nage libre, la première course de natation des Jeux olympiques modernes. Aux Jeux olympiques d'été de 1912, il remporta une autre médaille d'argent, cette fois-ci en escrime, au sabre par équipe. Il était alors président du comité national olympique autrichien. Il est le seul président d'un comité national olympique à avoir remporté une médaille durant son mandat.
De confession juive, Otto Herschmann est déporté le 14 janvier 1942 au camp de concentration de Sobibor, pendant la Seconde Guerre mondiale, où il est mort le 14 juin 1942.

## Palmarès

### Jeux olympiques d'été
- Jeux olympiques d'été de 1896 à Athènes
  -  Médaille d'argent sur 100 m nage libre
- Jeux olympiques d'été de 1912 à Stockholm
  -  Médaille d'argent au sabre par équipe